# Zona metropolitană Constanța

Zona metropolitană Constanța

Zona metropolitană Constanța reunește 14 localități, dintre care 6 orașe și 8 comune: 
- Municipiul Constanța
- Orașele: Năvodari, Ovidiu, Eforie, Murfatlar, Techirghiol
- Comunele: Mihail Kogălniceanu, Cumpăna, Valu lui Traian, Lumina, Tuzla, Agigea, Corbu și Poarta Albă, 23 August, Costinești.

Zona metropolitană găzduiește 62% din populația județului, 390.000 de locuitori, pe o suprafață care însumează 30% din teritoriul administrativ al Constanței. 
O astfel de reformă administrativă, a mai avut loc înainte de 1989, când orașul Constanța, includea, cu excepția localităților menționate mai sus, si orașul Mangalia și comunele 23 August și Limanu, împreună cu toate stațiunile localizate între 23 August și Mangalia, la vremea aceea zona numindu-se „Mangalia Nord”.
Această reformă administrativă există doar pe hârtie și niște hărți, dar nimic nu s-a făcut pentru a o aduce la viață (administrație locala unificată, transport în comun unificat, cetățenie, etc)
Pe perioada starii de alerta decretata in 15.05.2020, cetatenii pot circula liberi, fara declaratie, in aria zonei metropolitane, chiar daca aceasta nu este reglementata ca reforma administrativa.